# Henri Lioret

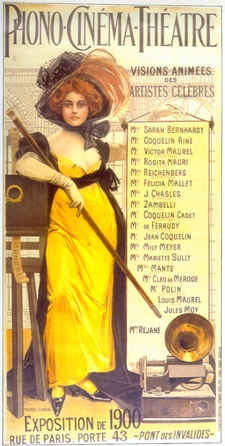
Pubblicità del Cinema sonoro
Manifesto di François Flameng

Henri Lioret (Moret-sur-Loing, 26 luglio 1848 – Parigi, 22 maggio 1938) è stato un ingegnere e inventore francese.

## Biografia
Lioret iniziò i suoi studi come orologiaio nella Scuola di orologeria di Besançon sino all'incontro con Émile Jumeau, creatore e realizzatore di bambole di lusso, il quale gli chiese di costruire un fonografo così piccolo da stare nel corpo di una bambola. Lioret riuscì ad accontentarlo e da quel momento abbandonò gli orologi per occuparsi interamente della registrazione e della riproduzione meccanica e, più tardi, ottica del suono.
Divenne, così, uno dei grandi pionieri della fonografia e, assieme ai fratelli Pathé, della diffusione del fonografo in Francia (1893). Gli si devono:
- Il "Lioretgraph", variante migliorata del fonografo, che ottenne un grand prix all'Esposizione di Bordeaux (1895).
- Il perfezionamento del processo di incisione dei cilindri.
- Un metodo galvanoplastico per riprodurre industrialmente i cilindri.
- L'invenzione di cilindri infrangibili in celluloide.
- I principi teorici e pratici della registrazione ottica per il cinema (1905), in collaborazione con Léon Gaumont e i fratelli Laudet.
- La registrazione dei fenomeni fisiologici, assieme a Marais e Marage.
- Studi sulla rieducazione dei sordomuti, con Padre Marichel.
- Studi sulla fonetica sperimentale, condotti con il suo fondatore, l'abate Rousselot.
- L'invenzione dell'"Elicofono", per l'individuazione dei sottomarini. (Prima guerra mondiale).
- Un metodo di controllo acustico per l'artiglieria.